# Neopithecops zalmora
Neopithecops zalmora é uma pequena borboleta encontrada na Ásia do Sul.

## Descrição física da borboleta adulta
Acima, as asas são castanho escuro. Na asa anterior, há uma mancha branca que está sempre presente sexo feminino, mas geralmente obscura ou ausente no sexo masculino. 
Abaixo, as asas brancas apresentam uma série de manchas escuras.

## Comportamento da borboleta
Esta espécie de pequeno porte não é incomum e é normalmente observada nas reservas naturais voando ao lado de trilhas fechadas. Seu voo é tipicamente fraco e errático.

## Os ovos
As fêmeas geralmente põem ovos isoladamente em brotos de folhas jovens. No entanto, por vezes, mais do que um ovo pode ser encontrada colocado sobre a mesma folha.

### Formato dos ovos
O ovo tem um pequeno formato de disco (cerca de 0,4-0.5mm de diâmetro) com a superfície esculpida com um retículo poligonal.

### Características
Quando recentemente posto, o ovo é esbranquiçado com um tom de verde pálido. 
Cada ovo tem aproximadamente 2 dias para eclodir. Mede cerca de 1,0 milímetro.

## Estágios
Ao todo há quatro estágios de desenvolvimento da lagarta.

### Primeiro estágio
Depois de cerca de 2 dias de crescimento, o seu comprimento atinge cerca de 2,2 mm. O corpo da lagarta fica bastante inchado, então fica adormecida por um período de tempo antes de sua muda para o 2º estágio.

### Segundo estágio
No segundo estágio a lagarta é de cor verde-amarelada. Agora a superfície do corpo está coberta de cerdas curtas numerosas.Depois de cerca de 2 dias e meio de crescimento, o comprimento do corpo atinge cerca de 4 mm. Durante a fase final deste estágio, a lagarta permanece dormente por cerca de 12 horas antes de sua muda.

### Terceiro estágio
No terceiro estágio,a lagarta tem cerdas curtas pelo corpo inteiro, mas na sua maioria fina e de cor marrom.  O estágio leva cerca de 3 dias para elevar o comprimento do corpo para 6,5 mm.

### Quarto estágio
Depois de cerca de 4 dias de crescimento e atingindo um comprimento máximo de cerca de 11 milímetros no estágio final, o corpo da lagarta gradualmente se encolhe. A lagarta se prepara para a fase de pupa.

## Pupa
A formação da pupa ocorre após um dia da fase de pré-pupa. É de cor verde-amarelado. A pupa pequena tem um comprimento de cerca de 7 mm. 
Cinco dias depois, a pupa se torna escura, sinalizando o surgimento iminente do adulto. No dia seguinte a borboleta adulta emerge da pupa.